# ريكس بورنس
ريكس بورنس (بالإنجليزية: Rex Burns)‏‏ (13 يونيو 1935 في سان دييغو - ) كاتب، وروائي من الولايات المتحدة.

## الجوائز
- جائزة إدغار

## روابط خارجية
- ريكس بورنس على موقع IMDb (الإنجليزية)
- ريكس بورنس على موقع قاعدة بيانات الفيلم (الإنجليزية)